# Sjoerd Bouritius Frederik Kooiman
Sjoerd Bouritius Frederik Kooiman (Zuid-Scharwoude, 16 maart 1892 – 27 december 1963) was een Nederlands politicus.
Hij werd geboren als zoon van Willem Kooiman (1860-1926) en Geertruida Cornelia van Lon (1865-1934). Enkele maanden na de geboorte van S.B.F. Kooiman werd zijn vader de burgemeester van Koedijk. Zelf was hij ambtenaar bij de gemeente Koedijk voor hij op 1 januari 1919 ook burgemeester en wel van Hensbroek. Hij zou die functie blijven vervullen tot zijn pensionering in april 1957.
Kooiman overleed eind 1963 op 71-jarige leeftijd.